# Distretto di Mitsinjo
Il distretto di Mitsinjo è un distretto del Madagascar situato nella regione di Boeny. Ha per capoluogo la città di Mitsinjo.
La popolazione del distretto è di 56 452 abitanti (censimento 2011).